# NGC 2838
NGC 2838 é uma galáxia elíptica (E?) localizada na direcção da constelação de Lynx. Possui uma declinação de +39° 18' 59" e uma ascensão recta de 9 horas, 20 minutos e 43,0 segundos.
A galáxia NGC 2838 foi descoberta em 18 de Março de 1787 por William Herschel.